# Viento a favor
Viento a favor es el título del duodécimo álbum de estudio grabado por el artista mexicano Alejandro Fernández. Fue lanzado al mercado bajo los sellos discográficos Sony BMG Norte y Columbia Records el 26 de junio de 2007.

## Descripción
El álbum fue producido por el cantautor y músico mexicano Áureo Baqueiro. En este disco, el cantante vuelve a trabajar con los compositores Gian Marco, Reyli Barba y Leonel García, además de Juan Fernando Fonseca y Noel Schajris. Para la conferencia de prensa de presentación del álbum a los medios de comunicación, el cantante reunió a todos las personas involucradas en Tequila, Jalisco, México, para hablar de las pistas y la producción.

## Grabación
El álbum fue grabado en Buenos Aires, Argentina; Los Ángeles, California; México D.F., México y Miami, Florida. Alejandro Fernández eligió las 12 canciones (desde «Amor gitano» que fue grabado previamente con Beyoncé), a partir de 500 canciones de las cuales se hizo el corte final de las composiciones de Gian Marco, 3 de Copas, Reyli Barba, Fonseca, Leonel García y Noel Schajris (del dúo Sin Bandera).

## Sencillos
El video del segundo sencillo «Te voy a perder» fue grabado en la Ciudad de México, y Tampico, Tamaulipas, México, y dirigida por Simón Brand. El 27 de agosto de 2007, el video del tercer sencillo «No se me hace fácil» fue filmado en Los Ángeles, California y dirigido por Pablo Croce.

## Lista de canciones
| Viento a favor |                             |                                              |          |  |
| N.º            | Título                      | Escritor(es)                                 | Duración |  |
| 1.             | «Te voy a perder»           | Áureo Baqueiro · Leonel García               | 4:10     |  |
| 2.             | «A manos llenas»            | Jaime Flores · Karen Juantorena              | 4:28     |  |
| 3.             | «Tanto amar»                | Leonel García                                | 4:15     |  |
| 4.             | «Amenaza de lluvia»         | Raúl Ornelas                                 | 3:38     |  |
| 5.             | «Eres»                      | Juan Fernando Fonseca                        | 3:56     |  |
| 6.             | «No se me hace fácil»       | Gian Marco                                   | 3:47     |  |
| 7.             | «Estabas ahí»               | Reyli Barba                                  | 4:24     |  |
| 8.             | «Sin consideración»         | Leonel García                                | 3:35     |  |
| 9.             | «Solitario y solo»          | Claudia Brant · Noel Schajris                | 4:23     |  |
| 10.            | «Sueño contigo»             | Gian Marco                                   | 4:27     |  |
| 11.            | «Amor gitano» (con Beyoncé) | Beyoncé Knowles · Jaime Flores · Reyli Barba | 3:51     |  |
| 12.            | «Cuando estemos juntos»     | Áureo Baqueiro                               | 3:36     |  |
| 48:13          |                             |                                              |          |  |

## Uso en los medios
La balada romántica Amor gitano a dúo con la cantautora estadounidense Beyoncé fue utilizado para el tema principal de la telenovela colombiana de las cadenas RTI Televisión y Sony Pictures Television para Telemundo y Caracol Televisión, El Zorro: la espada y la rosa (2007), protagonizada por Christian Meier y Marlene Favela. con las participaciones antagónicas de Harry Geithner, Andrea López, Héctor Suárez Gomís y Arturo Peniche, contando además con la actuación estelar de Osvaldo Ríos.
La balada romántica No se me hace fácil  fue utilizado para el tema principal de la telenovela mexicana de la cadena Televisa, Tormenta en el paraíso (2007-2008), bajo la producción de Juan Osorio, protagonizada por Sara Maldonado y Erick Elías, con la participaciones antagónicas de Mariana Seoane, en su regreso a las telenovelas mexicanas de Úrsula Prats, Erika Buenfil, Alejandro Tommasi y Adalberto Parra y las participaciones coestelares de Ingrid Martz, Ernesto D'Alessio y José Luis Reséndez.

## Créditos y personal
- Áureo Baqueiro - perscusión, arreglista, teclados, programación, productor, ingeniero, arreglos vocales, arreglos de cuerda, dirección artística, dirección, A & R
- Reyli Barba - compositor
- Beyoncé - artista invitada, voz
- Gustavo Borner - ingeniero y grabación
- Claudia Brant - compositora
- Luis Conte - persución
- Luis "El Potro" Contreras - asistente de producción, arreglista, guitarra
- Fernando de Santiago - vihuela
- Claudio Divella - fotografía
- Alejandro Fernández - Voz
- Ruy Folguera - arreglista
- Paul Forat - A&R, dirección de arte
- Leonel García - compositor
- Stephanie Gilmore - A&R
- John Gilutin - piano Fender Rhodes, arreglos de viento
- GMT Orchestra - cuerda
- Joseph Greco - asistente
- Kim Huinsoo - peinado
- Leyla Hoyle - coros
- Beyoncé Knowles - compositora
- Abraham Laboriel, Sr. - Bajo sexto
- Bill Meyers - arreglos de cuerda
- Peter Mokran - mezcla
- Marco Moreno - Digital Editing, Recording
- Jason Tregoe Newman - asistente
- Raúl Ornelas - compositor
- Dean Parks - Bajo, Dorbo, guitarra eléctrica, Pedal Steel
- Rudy Pérez - Realización dirigida
- Kelly Rucker - Armónica
- Evette Sánchez - vestuario
- Noel Schajris - compositor, piano
- Don C. Tyler - Mastering
- Gisa Vatcky - coros
- Lito Vitale - piano
- Jimmy Zambrano - Accordion

## Lista de posiciones
El álbum debutó en el número 73 en el lista Billboard 200, número 2 en lista Billboard Top Latin Albums y número 1 en la lista Billboard Latin Pop Albums, semana del 14 de julio de 2007. 

### Álbum
| España         | Top 100 Álbumes (PROMUSICAE)    | 2  |
| Estados Unidos | U.S. Billboard 200              | 73 |
| Estados Unidos | U.S. Billboard Top Latin Albums | 2  |
| Estados Unidos | U.S. Billboard Latin Pop Albums | 1  |
| México         | Top 100 Álbumes (AMPROFON)      | 1  |

### Sencillos
| Año  | Chart                            | Canción               | Posición |
| ---- | -------------------------------- | --------------------- | -------- |
| 2007 | U.S. Billboard Latin Pop Airplay | «Te voy a perder»     | 2        |
| 2007 | U.S. Billboard Hot Latin Songs   | «Te voy a perder»     | 9        |
| 2007 | U.S. Billboard Latin Pop Airplay | «No se me hace fácil» | 6        |
| 2007 | U.S. Billboard Hot Latin Songs   | «No se me hace fácil» | 17       |

### Sucesión y posicionamiento
| Predecesor: Papito de Miguel Bosé | México AMPROFON Album Chart — Álbum N°. 1 1 de julio de 2007 - 11 de agosto de 2007 | Sucesor: T25 de Timbiriche |

| Predecesor: La mejor... colección de Marco Antonio Solís | U.S. Billboard Latin Pop Albums — Álbum N°. 1 14 de julio de 2007 - 3 de agosto de 2007 | Sucesor: Todo cambió de Camila |

## Certificaciones
| País      | Organismo certificador | Certificación   | Ventas certificadas | Simbolización |
| --------- | ---------------------- | --------------- | ------------------- | ------------- |
| Argentina | CAPIF                  | Oro             | 20 000              | ●             |
| España    | PROMUSICAE             | Oro             | 40 000              | ●             |
| México    | AMPROFON               | 2×Platino + Oro | 250 000             | 2▲●           |